# Ratowo (Mazovie)
Pour les articles homonymes, voir Ratowo.
Ratowo (prononciation : [raˈtɔvɔ]) est un village polonais de la gmina de Radzanów dans le powiat de Mława de la voïvodie de Mazovie dans le centre-est de la Pologne.
Il se situe à environ 3 kilomètres au nord de Radzanów (siège de la gmina), 26 km au sud-ouest de Mława (siège du powiat) et à 104 km au nord-ouest de Varsovie (capitale de la Pologne).
Le village compte approximativement une population de 380 habitants en 2006.

## Histoire
De 1975 à 1998, le village appartenait administrativement à la voïvodie de Ciechanów.